# Martin Broberg
Erik Martin Broberg, född 24 september 1990 i Karlskoga, är en svensk före detta fotbollsspelare (mittfältare).

## Karriär
Fostrades i Karlskoga SK. Bytte senare till KB Karlskoga och därefter till Degerfors IF där han spelade till och med säsongen 2011 och hann skriva på för säsongerna 2012–2013 i början av oktober 2011. Värvades i slutet av november 2011 till Djurgårdens IF med ett 4-årskontrakt; säsongerna 2012 till och med 2015.
Den 9 juli 2015, med cirka ett halvt år kvar av kontraktet, presenterades en övergång där Broberg lämnar Djurgården för Örebro SK den 15 juli. Den eventuella övergångssumman presenterades aldrig av de två inblandade klubbarna.
Efter två lyckade säsonger valde Broberg att inte förlänga sitt kontrakt med Örebro SK. Istället skrev han på ett kontrakt med Odds BK som sträckte sig till och med säsongen 2018. 
Direkt efter säsongen 2018 gjorde ledningen i Odds BK klart att Broberg inte fanns med i klubbens framtida planer.
Redan dagar efter att Odds BK meddelat att de inte var intresserade av att förlänga med Broberg skrev han på ett kontrakt med sin gamla klubb Örebro SK. Kontraktet sträcker sig över säsongen 2021.
Martin Broberg blev knäskadad under säsongen 2021. När kontraktet sedan löpte ut så blev han klubblös. Sedan januari 2022 rehabiliterar han sin skada hos Örebro SK, dock utan kontrakt.
I januari 2023 meddelades att Broberg avslutar sin spelarkarriär och i stället övergår till en ledarroll i ÖSK:s a-lag.